# Shakti (Band)
Shakti war eine in der Originalbesetzung von 1973 bis 1978 bestehende Fusion- und Weltmusik-Band um den britischen Gitarristen John Mc Laughlin. Mit Ausnahme des Bandleaders stammten alle Mitglieder aus Indien, was in der Musikszene der 1970er Jahre ausgesprochen ungewöhnlich war. Der Name der Band ist vom hinduistischen Wort Shakti abgeleitet, das für die göttliche weibliche Energie steht. Die Band wurde in anderer Besetzung 1997 sowie 2023 wieder belebt.

## Geschichte
Die Band bestand, abgesehen von McLaughlin, aus dem Violinisten L. Shankar, Zakir Hussain am nordindischen Kesseltrommelpaar Tabla, R. Raghavan an der südindischen Doppelkonustrommel Mridangam und T. H. Vinayakram an Mridangam und dem Tontopf Ghatam. In dieser Besetzung nahm das Quintett nur drei Alben auf. Aufgrund der seinerzeit einzigartigen Besetzung und der neuartigen Verschmelzung verschiedener Musikstile wie Jazz, europäischer, nordindischer (hindustanischer) und südindischer (karnatischer) Musik zog das Ensemble enorme internationale Aufmerksamkeit auf sich, sodass die Musiker in den Jahren zwischen 1975 und 1977 häufig auf den bedeutenden Jazzfestivals (etwa auf dem Montreux Jazz Festival) zu hören waren.

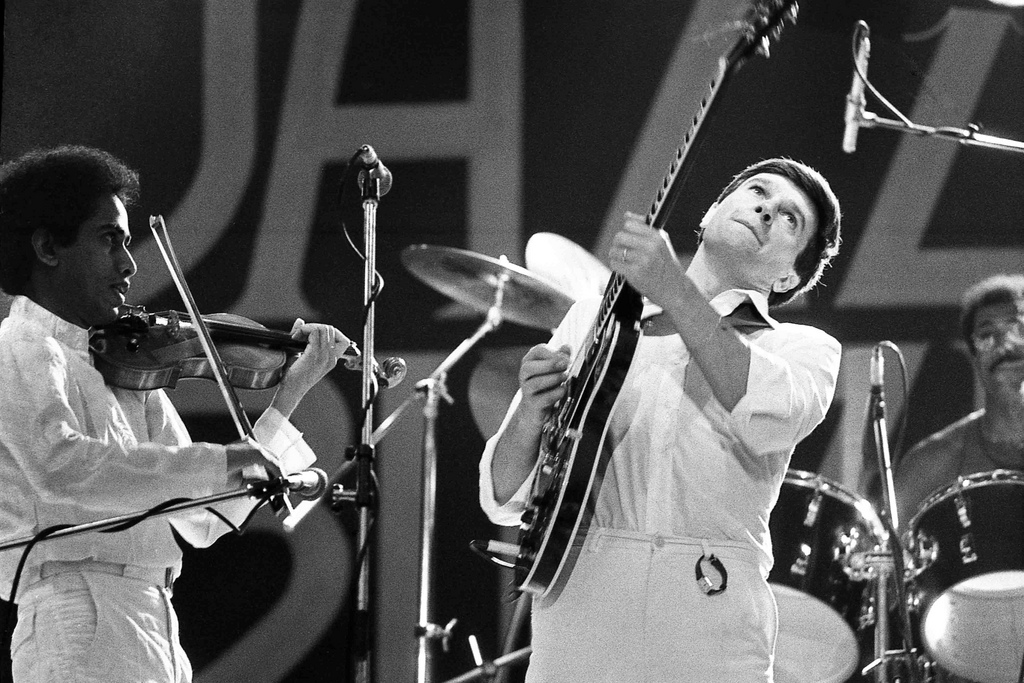
L. Shankar und John McLauglin (1978)

1978 wandte sich McLaughlin wieder seinem Spiel auf der E-Gitarre zu und spielte mit Shakti in teils veränderter Besetzung nur noch wenige Auftritte. 1997 initiierte der Gitarrist das Projekt Remember Shakti, das sich deutlich an der Musik der Vorgängergruppe orientierte. Neben U. Shrinivas (Mandoline), V. Selvaganesh (Rahmentrommel Kanjira), Debashish Bhattacharya (Gitarre), Sivamani (Perkussion) und anderen Musikern waren Zakir Hussain und T. H. Vinayakram erneut beteiligt.
2023 war an der Tournee zum 50. Geburtstag neben McLaughlin und Hussain ein verändertes Quintett beteiligt; Diesem gehören der Sänger Shankar Mahadevan, der Violinist Ganesh Rajagopalan und wiederum der Kanjiraspieler V. Selvaganesh an. Bei einem Konzert im indischen Mumbai wirkte als Gast auch T. H. Vinayakram mit.

## Diskografie
- Shakti with John McLaughlin (Live), 1975
- A Handful Of Beauty, 1977
- Natural Elements, 1977
- John McLaughlin/Zakir Hussain-Remember Shakti, 1999

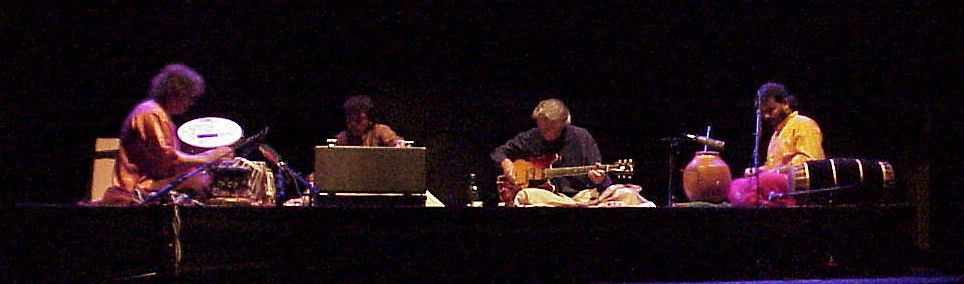
Remember Shakti, München 2001

- The Believer, 2000
- Saturday Night in Bombay, 2001
- This Moment, 2023 (Studio-Album)